# 法韦罗
法韦罗，是西班牙卡斯蒂利亚-莱昂莱昂省的一个市镇。 总面积47平方公里，总人口5669人（001年），人口密度121人/平方公里。